# Lola Merino
Lola Merino  (née María Dolores Montserrat Merino López, le 28 mars 1969 à Madrid, en Espagne) est une actrice de nationalité mexicaine. Elle a participé à de nombreuses telenovelas. 

## Biographie
En 1986 elle commence sa carrière comme actrice dans la série télévisée espagnole Segunda enseñanza. En 1988 elle immigre au Mexique où elle commence à travailler pour la chaîne Televisa. Elle incarne la co-protagoniste de la telenovela Pasión y poder. Un an plus tard, elle participe à Mi segunda madre au côté de María Sorté. La même année on la retrouve dans la telenovela Simplemente María.
En 1990 elle obtient son premier rôle de protagoniste dans la telenovela Cenizas y diamantes. Elle fait ses débuts au cinéma dans le film Buscando al culpable. En 1991 elle joue dans la telenovela La pícara soñadora.
En 2013 elle incarne l'antagoniste Marcela Zambrano dans la telenovela Por siempre mi amor auprès de Guy Ecker et Susana González.
En 2016 elle joue Viviana dans la telenovela de Juan Osorio, Sueño de amor où Julián Gil est l'antagoniste principal.

## Filmographie

### Film
- 1990 : Buscando al culpable

### Telenovelas
- 1988 : Pasión y poder : Ana Karen Montenegro Guerra
- 1989 : Mi segunda madre : Margarita
- 1989-1990 : Simplemente María : Fernanda Amolinar de Del Villar
- 1990-1991 : Cenizas y diamantes : Celeste Ortiz
- 1991 : La pícara soñadora : Mónica Rochild 2
- 1996-1997 : Tú y yo : Alicia Santillana Díaz-Infante
- 1999 : Marea brava
- 2000 : La Calle de las novias : Lissette
- 2007-2008 : Montecristo : Lysi Savoy
- 2009 : Verano de amor : Sofía Duarte
- 2009-2010 : Corazón salvaje : Eloísa de Berrón
- 20112011-2012 : Dos hogares : Juana María
- 2012-2013 : Corona de lágrimas : Mercedes Cervantes de Ancira[2]
- 2013-2014 : Por siempre mi amor : Marcela Zambrano
- 2016 : Sueño de amor : Viviana Conde de la Colina[3]

### Programmes télévisés
- 1986 : Segunda enseñanza
- 1986 : El mito del eterno retorno